# One Last Song
One Last Song è un singolo del cantautore britannico Sam Smith, pubblicato il 3 novembre 2017 come secondo estratto dal secondo album in studio The Thrill of It All.

## Video musicale
Il video musicale è stato pubblicato il 29 novembre 2017 sul canale Vevo-YouTube del cantante.

## Classifiche
| Classifica (2017) | Posizione massima |
| ----------------- | ----------------- |
| Canada            | 66                |
| Irlanda           | 36                |
| Nuova Zelanda     | 42                |
| Paesi Bassi       | 89                |
| Regno Unito       | 27                |
| Svezia            | 46                |